# Kunigal
Kunigal là một thị xã của quận Tumkur thuộc bang Karnataka, Ấn Độ.

## Địa lý
Kunigal có vị trí 13°01′B 77°02′Đ / 13,02°B 77,03°Đ Nó có độ cao trung bình là 773 mét (2536 feet).

## Nhân khẩu
Theo điều tra dân số năm 2001 của Ấn Độ, Kunigal có dân số 30.291 người. Phái nam chiếm 51% tổng số dân và phái nữ chiếm 49%. Kunigal có tỷ lệ 69% biết đọc biết viết, cao hơn tỷ lệ trung bình toàn quốc là 59,5%: tỷ lệ cho phái nam là 74%, và tỷ lệ cho phái nữ là 64%. Tại Kunigal, 12% dân số nhỏ hơn 6 tuổi.